# Irene Stegun
Irene Ann Stegun (Yonkers, 9 de fevereiro de 1919 — Danbury, 27 de janeiro de 2008) foi uma matemática estadunidense.
Mestrado em matemática na Universidade Columbia, em 1941.
Trabalhou no National Institute of Standards and Technology onde, com Milton Abramowitz, editou o livro clássico de tabelas matemáticas Handbook of Mathematical Functions. Quando Abramowitz faleceu em consequência de um infarto em 1958, Stegun assumiu a gerência do projeto e finalizou a obra em 1964, trabalhando sob a direção do chefe da seção de análise numérica do National Institute of Standards and Technology (NIST) Philip Davis, que foi também um dos colaboradores do livro.
Stegun ascendeu a chefe assistente do Laboratório de Computação do NIST. Em 1965 Stegun recebeu a Medalha de Ouro do Departamento de Comércio dos Estados Unidos, por seus esforços em completar o projeto. Manteve a posição de chefe assistente do Laboratório de Computação até tornar-se diretora interina em 1965.